# Giovanni Pellegrino Dandi
Giovanni Pellegrino Dandi (Forlì, 6 luglio 1664 – dopo il 1725) è stato un giornalista, editore e presbitero italiano noto per aver creato riviste letterarie e politiche il cui contenuto era spesso inaffidabile e talora falso
.

## Biografia
Appartenente a una famiglia illustre ma decaduta, Giovanni Pellegrino Dandi seguì le orme del padre Giuseppe, il quale fin dal 1671 conduceva a Forlì la "Stamperia dei Fasti Eruditi e Novellistici"; anche il fratello Giovanni Felice seguì le orme paterne dedicandosi inoltre al giornalismo. La seconda metà del XVII e la prima metà del XVIII secolo erano infatti caratterizzate dalla fioritura di fogli letterari nati sulla scia del Giornale de' letterati di Roma, il primo periodico italiano specializzato in argomenti letterari.
Giovanni Pellegrino Dandi abbracciò la carriera ecclesiastica: divenne abate, dottore in giurisprudenza e ricoprì incarichi ecclesiastici a Imola e a Forlì. Ciononostante, la sua attività predominante fu quella di pubblicista editore di giornali letterari. Nel 1701 fondò a Forlì Il Gran Giornale de’ letterati, un settimanale di quattro pagine in cui a una parte letteraria, dedicata alla recensione di libri di argomento umanistico, se ne affiancava una politica (chiamata Giornale de’ Novellisti), dove si riportavano notizie di avvenimenti politici e militari europei. Nel 1705 Dandi si trasferì a Parma, dove fondò Fasti del Gran Giornale Letterario o sia Biblioteca Volante che, differentemente dal periodico di Forlì, mancava della parte novellistica. In entrambi i giornali, tuttavia, i libri recensiti erano quasi sempre inesistenti e molte recensioni, soprattutto di opere pubblicate in luoghi lontani dall'Italia centrale come la Sicilia o la Germania, erano falsi. L'attività falsaria venne scoperta già da illustri intellettuali dell'epoca come il Muratori e lo Zeno ed è stata esaminata di recente dal Narros.